# Mia Strömmer
Mia Strömmer (ur. 26 lutego 1974 w Tampere) – fińska lekkoatletka specjalizująca się w rzucie młotem.

## Osiągnięcia
- 7-krotna rekordzistka Finlandii w rzucie młotem (54,94 – 55,06 – 57,84 – 60,82 – 65,10 – 66,34 – 69,63), 4-krotna mistrzyni kraju w tej kategorii (1996, 1999–2001)

W 2000 reprezentowała Finlandię podczas igrzysk olimpijskich w Sydney. 22. miejsce w eliminacjach nie dało jej awansu do finału.

## Rekordy życiowe
- rzut młotem – 69,63 (2001) były rekord Finlandii